# 1993 HC1
1993 HC1 är en asteroid i huvudbältet som upptäcktes den 21 april 1993 av den australiensiske astronomen Robert H. McNaught vid Siding Spring-observatoriet.
Asteroiden har en diameter på ungefär 3 kilometer.